# Lasioglossum soror
Lasioglossum soror là một loài Hymenoptera trong họ Halictidae. Loài này được Saunders mô tả khoa học năm 1901.